# مثلجة أوتاغو
مثلجة أوتاغو أو جليدية أوتاغو أو نهر أوتاغو الجليدي (بالإنجليزية: Otago Glacier)‏ ا()، هي مثلجة بطول 20 ميلًا بحريًا (37 كم) تجري بجانب الشمالي الشرقي لجبل ماركهام وتصل إلى مثلجة نمرود إلى الشرق تمامًا من قِمم سفاتون. سُمّيت من قِبل الفريق الشمالي للبعثة النيوزيلندية للمسح الجيولوجي في القارة القطبية الجنوبية (NZGSAE)ا (1961-1962) نسبةً إلى جامعة أوتاغو في نيوزيلندا.